# Calle del Buen Suceso (Sagunto)
La calle del Buen Suceso es una vía pública de la ciudad española de Sagunto.

## Descripción
La vía discurre desde la plaza del Algezar hasta la del Pino. El título se debe al culto que se le profesaba a Nuestra Señora del Buen Suceso, y de hecho hay en la calle una ermita de esa advocación. Aparece descrita en el Nomenclator de las calles, plazas y puertas antiguas y modernas de la ciudad de Sagunto (1901) de Antonio Chabret y Fraga con las siguientes palabras:

Buen Suceso (calle del). Empieza en la plazoleta del Algezar y desemboca en la plaza de las Monjas. El nombre de esta calle proviene del culto que se presta en el vecino Convento de las monjas Servitas á la Virgen del Buen Suceso. Sin embargo, esta denominación, no va más allá de principios de este siglo cuando empezó á venerarse la misma imagen en un ermitorio construído en la misma calle al finalizar el siglo XVIII. Prueba de que, anteriormente á esta época, no llevaba esta calle tal denominación, lo veo en la licencia que en 22 de Julio de 1666, el Clero de la parroquia concede á las mencionadas monjas para celebrar una procesión que dice así: «pasará la prosesó de Sta. Ana per lort de mossen Gaspar Armengol y era de les creus de Sebastiá Ferrer, per lo portal dels aliacrans y per la creu del camí de Terol.» En esta época sólo había edificadas algunas casas desde la esquina del Buen Suceso, hasta la del callejón que sube á la derruída puerta de Teruel, pues tanto las casas pegadas á la pared del huerto de Armengol, como las que se apoyan en el muro, todavía no se habían edificado.
(Chabret y Fraga, 1901, pp. 38-39)